# وزارة الدفاع الوطني (كندا)

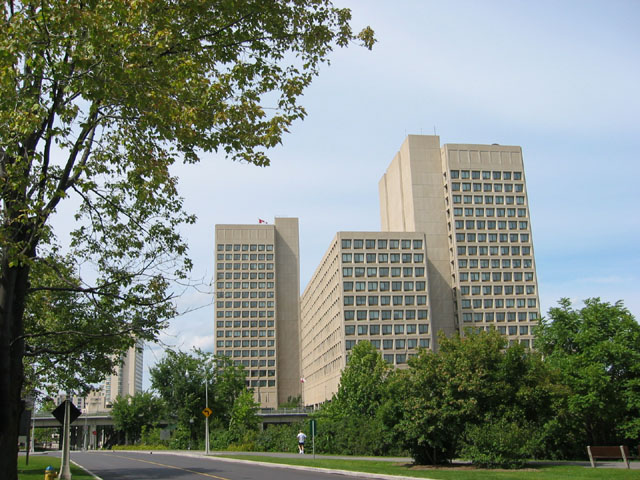
مقر الدفاع الوطني في أوتاوا ، أونتاريو ، كندا

وزارة الدفاع الوطني (بالفرنسية: Ministère de la Défense nationale)‏، المعروفة إختصارا DND) هي الوزارة في الحكومة الكندية التي تدعم القوات المسلحة الكندية في دورها في الدفاع عن المصالح الوطنية الكندية محليًا ودوليًا. الوزارة جزء من الخدمة العامة في كندا وتدعم القوات المسلحة؛ ومع ذلك هي منظمة مدنية منفصلة وليست جزءًا من الجيش نفسه. تعد وزارة الدفاع الوطني أكبر إدارة في حكومة كندا من حيث الميزانية، كما انها الإدارة التي تحتوي على أكبر عدد من المباني (6,806 مبنى في عام 2015).

## تاريخ
تأسست وزارة الدفاع الوطني بموجب قانون الدفاع الوطني الذي دمج وزارة الميليشيا والدفاع (التي تم إنشاؤها في عام 1906 عندما سحب الجيش البريطاني قواته المتمركزة في كندا)، وإدارة الخدمات البحرية (الإدارة المسؤولة عن إدارة البحرية الكندية الملكية) والمجلس الجوي (الذي أشرف على الطيران في كندا). أقر البرلمان الكندي قانون الدفاع الوطني في 28 يونيو 1922.

## وصلات خارجية
- الموقع الرسمي